# Portulaca mexicana
Portulaca mexicana är en portlakväxtart som beskrevs av Percy Wilson. Portulaca mexicana ingår i släktet portlaker, och familjen portlakväxter. Inga underarter finns listade i Catalogue of Life.